# Батанова, Валентина Ивановна
Валентина Ивановна Батанова (род. 1938) — оператор машинного доения колхоза имени Кирова Слуцкого района Минской области, полный кавалер ордена Трудовой Славы (1988).

## Биография
Родилась в 1938 году в деревне Лесуны Козловичского сельсовета Слуцкого района Минской области Белорусской ССР, ныне Белоруссии. Из семьи крестьян. Белоруска.
Ребёнком пережила немецко-фашистскую оккупацию (1941—1944) в годы Великой Отечественной войны. Рано начала трудовую деятельность. С 13 лет трудилась полеводом в колхозе имени Кирова (центр — деревня Козловичи, центр Козловичского сельсовета Слуцкого района). С 1961 года работала дояркой, старшей дояркой, после механизации производства продолжала трудиться оператором машинного доения в том же колхозе. В работе постоянно добивалась высоких показателей по надоям молока.
Указами Президиума Верховного Совета СССР от 14 февраля 1975 года и от 16 декабря 1980 года награждена орденами Трудовой Славы 3-й и 2-й степеней.
Указом Президиума Верховного Совета СССР от 17 августа 1988 года за достижение высоких результатов по увеличению производства сельскохозяйственной продукции на основе освоения интенсивных технологий и передовых методов в организации труда в земледелии и животноводстве Батанова Валентина Ивановна награждена орденом Трудовой Славы 1-й степени. Стала полным кавалером ордена Трудовой Славы.
Работала в колхозе имени Кирова (с 2003 года ОАО «Козловичи») до выхода на заслуженный отдых.

## Память
Имя Полного кавалера ордена Трудовой Славы В. И. Батановой занесено на Доску почёта Слуцкого района, открытую на центральной площади города Слуцк в июле 2015 года.

## Награды
Награждена орденами Трудовой Славы 1-й, 2-й, 3-й степеней (3 ст. 14.02.1975 № 3767
2 ст. 16.12.1980 № 4250
1 ст. 17.08.1988 № 627) и медалями.
- Заслуженный работник сельского хозяйства Белорусской ССР (1991)[1].